# Fort Campbell North (Kentucky)
Fort Campbell North es un lugar designado por el censo ubicado en el condado de Christian en el estado estadounidense de Kentucky. En el Censo de 2010 tenía una población de 13685 habitantes y una densidad poblacional de 1.049,21 personas por km².

## Geografía
Fort Campbell North se encuentra ubicado en las coordenadas 36°39′20″N 87°27′58″O / 36.65556, -87.46611. Según la Oficina del Censo de los Estados Unidos, Fort Campbell North tiene una superficie total de 13.04 km², de la cual 13.04 km² corresponden a tierra firme y (0%) 0 km² es agua.

## Demografía
Según el censo de 2010, había 13685 personas residiendo en Fort Campbell North. La densidad de población era de 1.049,21 hab./km². De los 13685 habitantes, Fort Campbell North estaba compuesto por el 69.62% blancos, el 16.48% eran afroamericanos, el 1.21% eran amerindios, el 1.37% eran asiáticos, el 1.42% eran isleños del Pacífico, el 4.2% eran de otras razas y el 5.71% pertenecían a dos o más razas. Del total de la población el 15.03% eran hispanos o latinos de cualquier raza.